# Kladrubští ze Svrčova
Kladrubští ze Svrčova nebo též Kladerubští, Kladorubští ze Svrčova byli starý šlechtický rod, sídlící na území Českého království před Bílou horou (do roku 1620).
Ve 13. století stával nad Teplicemi nad Bečvou podle pověsti mohutný hrad Teplice, který patřil Michalu ze Svrčova. Predikát Zbyňka ze Svrčova představuje zmínku o hradu Svrčov na listině z roku 1336. Mikuláši Kladerubskému ze Svrčova náležely roku 1342 Nemetice a jiné vsi jako biskupské léno. Počátkem 15. století přešel hrad Svrčov na rod místních vladyků Kladerubských ze Svrčova. Ti je drželi po celé 15. století.
V roce 1517–1520 byl na hradě ve Starém Jičíně doložen Jan Kladerubský ze Svrčova. V roce 1543 získali Kladerubští ze Svrčova ves Dolní Bludovice. Část Dolních Bludovic drželi již roku 1532. V letech 1591–1594 patřila ves Životice Frydrychu Kladerubskému ze Svrčova. 